# Raudhatain
Raudhatain è un giacimento petrolifero situato nel nord del Kuwait. Contiene circa 6 miliardi di barili di petrolio.
È stato scoperto nel 1955 e si iniziò a sfruttarlo nel 1960.